# Rob Boersma
Rob Boersma (Den Haag, 7 maart 1946) is een voormalig Nederlands doelman die speelde voor PSV, DWS, FC Amsterdam en HFC Haarlem.
Boersma speelde voor de amateurs van VUC uit zijn geboortestad Den Haag, waar hij ook het eerste elftal haalde. In 1966 haalde PSV de doelman naar Eindhoven. In zijn eerste jaar kwam Boersma tot 27 optredens in de basis. Na de komst van Pim Doesburg was er echter geen plaats meer voor Boersma in de Lichtstad. Hij dook op bij DWS, waar hij achter Jan Jongbloed de vaste reservekeeper werd. In vier seizoenen (drie jaar DWS, één jaar FC Amsterdam (opvolger DWS)) kwam Boersma tot slechts één eredivisiewedstrijd.
Hij vertrok naar HFC Haarlem waar hij vanaf het seizoen 1973-1974 een vaste basisplaats veroverde. In 1975 degradeerde hij met Haarlem naar de eerste divisie, maar een jaar later werd hij alweer kampioen met de Haarlemmers. Boersma bleef tot het voorjaar van 1980 de eerste doelman. De laatste vijf competitiewedstrijden van zijn laatste seizoen bij Haarlem (1979-1980) gaf trainer Barry Hughes de voorkeur aan de talentvolle keeper Edward Metgod. Desondanks degradeerde Haarlem naar de eerste divisie, waarna Boersma een punt zette achter zijn voetballoopbaan.
Boersma was tijdens zijn sportieve loopbaan reeds werkzaam als docent lichamelijke opvoeding en was vanaf 1990 tot aan zijn pensioen werkzaam als decaan bij de Hogeschool Inholland.